# Flagge von Wales
Auf der Flagge von Wales ist ein roter Drache (englisch The Red Dragon; walisisch Y Ddraig Goch, /ə ˈðraig ˈgoːx/) auf einem grün-weißen Feld zu sehen. Die exakte Form des Drachen ist nicht standardisiert, sodass mehrere Varianten bestehen.

## Symbolik

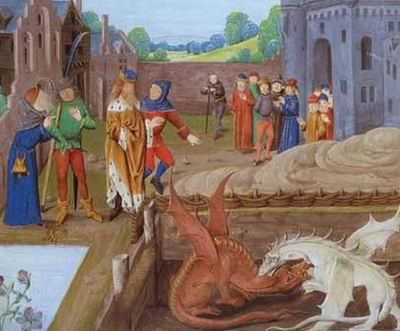
Die beiden Drachen.
Illustration (15. Jh.) zu Geoffreys Historia Regum Britanniae.

Viele Legenden ranken sich um den walisischen Drachen. Mittelalterliche Chronisten überliefern die Sage von einem roten und einem weißen Drachen, die in einer Höhle unter einem Berg in Wales gegeneinander kämpften und immer wieder den Turm gegen die Angelsachsen, den König Vortigern dort zu bauen versuchte, einstürzen ließen. Ein „vaterloses Kind“, das ursprünglich als Menschenopfer den gewünschten Erfolg herbeiführen sollte, erläuterte dem König den wirklichen Grund und deutete den Kampf der beiden Drachen als den Kampf zwischen Briten und Angelsachsen. Der rote Drache, der anfangs schwächer war, aber am Ende doch gewann, stehe für die Kelten, meinte der Junge.
Nach der Historia Brittonum aus dem 9. Jahrhundert handelt es sich bei dem Kind um Ambrosius, dessen Vater „einer der Konsuln aus römischem Geschlecht“ gewesen sei. Dieser Ambrosius habe den Turm und die Königreiche in der Umgegend erhalten. Hier drängen sich Assoziationen zu dem historisch nicht völlig greifbaren Warlord Ambrosius Aurelianus auf. Die Historia Regum Britanniae des Geoffrey von Monmouth aus dem 12. Jahrhundert und mit ihr der altfranzösische Roman de Brut des Wace identifizieren den Jungen, von dem eine nahezu identische Geschichte erzählt wird, mit dem auch sonst bekannten Merlin. Interessant ist in diesem Zusammenhang, dass Wace in den meisten überlieferten Manuskriptvarianten die prophetische Ausdeutung des Drachenkampfes auslässt und die offenbar als bekannt vorausgesetzten Prophezeiungen nur erwähnt. „Ich will sein Buch nicht übersetzen / da ich es nicht interpretieren kann; / Ich will nichts sagen / für den Fall, dass es nicht so sein wird, wie ich sage.“
Dass diese Legende Bezug auf einen Ort in Wales nimmt und sich in Wales als recht spät erobertem Gebiet der Gegensatz zwischen „Angelsachsen“ und Kelten auf sprachlicher Ebene bis heute widerspiegelt, mag erklären, weshalb das Drachensymbol für die Flagge gewählt wurde. Der Wahlspruch von Wales, „Y Ddraig Goch ddyry cychwyn“ (/ə ˈðraig ˈgoːx ˈðɘri ˈkɘxwɪn/; deutsch „Der rote Drache geht vor“), enthält eine ähnliche, wenngleich weniger kriegerische, Symbolik.

## Geschichte der Flagge
1807 wurde der rote Drache zur Nationalflagge von Wales, 1959 in seiner heutigen Form. Doch schon seit Jahrhunderten ist er das Symbol für Wales schlechthin. Manche Historiker sind der Ansicht, dass die Flagge von Wales neben der Flagge Schottlands die älteste noch im Gebrauch befindliche Nationalflagge der Welt sei. Der Ursprung des Drachensymbols ist ungeklärt. Eine plausible Theorie besagt, dass die Römer das Symbol während ihrer Besatzungszeit nach Wales brachten. Die grünen und weißen Streifen gehen auf das walisische Königsgeschlecht Tudor zurück, das von 1485 bis 1603 in England herrschte. Die älteste überlieferte Verwendung des roten Drachen als Symbol von Wales geht auf das Jahr 820 zurück.

1807–1953
1953–1959
Seit 1959